# Губка Іван Миколайович

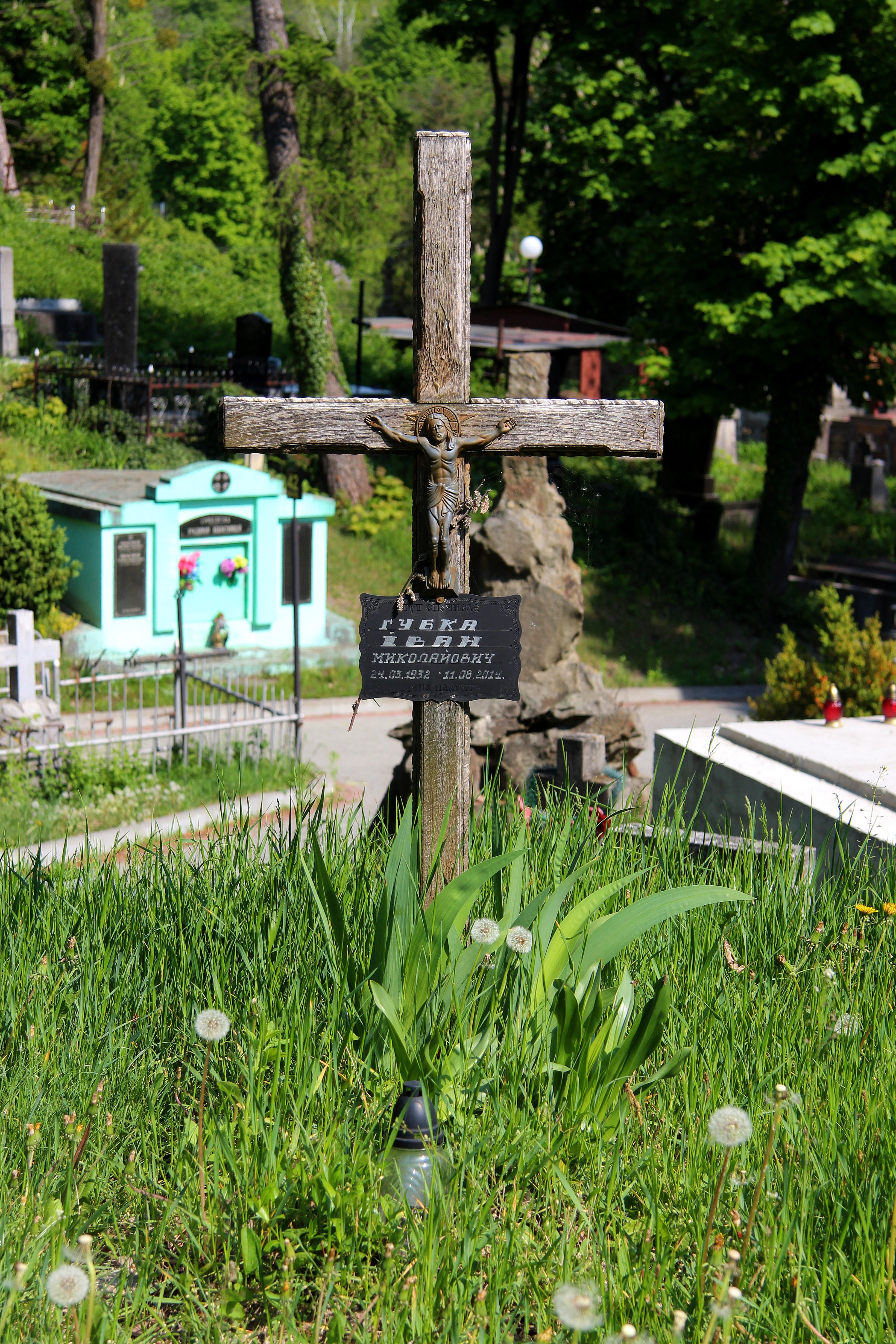

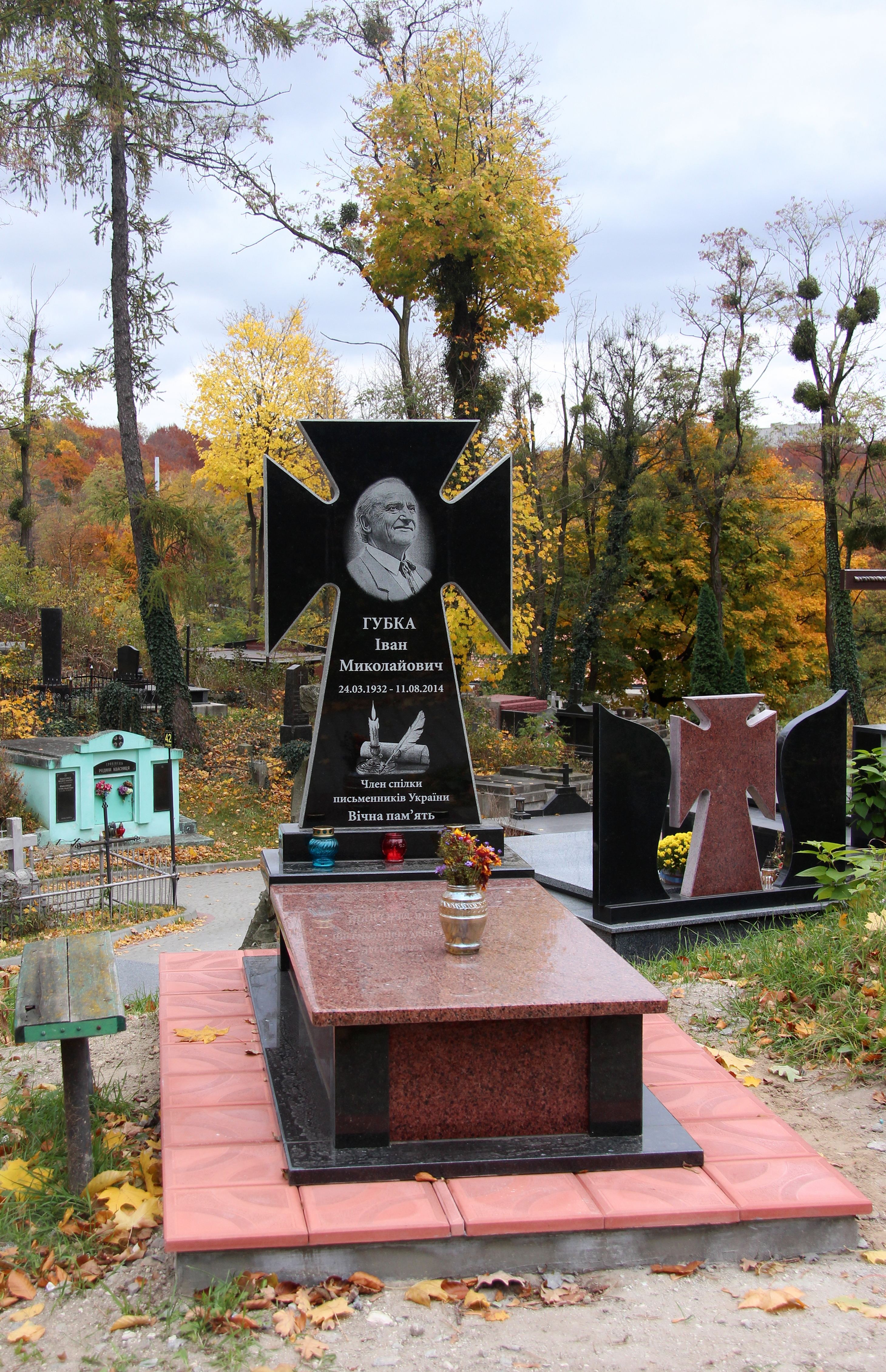

Іва́н Микола́йович Гу́бка (* 24 березня 1932, присілок Губки — 11 серпня 2014, Львів) — український прозаїк, громадський діяч, учасник визвольного руху у 1940-х роках.
Народився 24 березня 1932 року в присілку Губки Жовківського повіту Львівського воєводства у Польській Республіці (зараз Бишківська сільрада Жовківського району Львівської області).
У 1948–1957 — перебував в ув'язненні, де взяв участь у Норильському повстанні. Після звільнення закінчив Львівський торгово-економічний інститут. Був членом Українського національного фронту, нелегально поширював часопис «Воля і Батьківщина». У 1967 знову був засуджений, у 1967–1978 роках перебував в концентраційних таборах. До Львова повернувся у 1977. У 1989 р. став членом Української Гельсінської Спілки, був одним з керівників її обласної організації.
Автор книжок «Перемога і трагедія». «У царстві сваволі» (у 2-х частинах), «Крах більшовицької імперії», «Унівська битва». «Дорогою боротьби» (у 8-х томах), «Правда про Норильськ».
Помер 11 серпня 2014 року, похований у Львові на 38 полі  Личаківського цвинтаря..